# 汪光焘
汪光焘（1943年6月—），男，籍贯安徽休宁，生于上海，中華人民共和國政治人物，曾任中華人民共和國建設部部長，全国人民代表大会环境与资源保护委员会主任委员。中共第十六屆中央委員，第十一屆全國人大常委會委員。

## 生平
1943年生於上海，1983年12月加入中國共產黨。1995年起任哈爾濱市委副書記，市長。1998年升任北京市副市長。2001年出任中華人民共和國建設部部長、黨委書記。2003年3月17日，中华人民共和国国家主席胡锦涛发布第二号中华人民共和国主席令，根据中华人民共和国第十届全国人民代表大会第一次会议的决定，汪光焘被任命为建设部部长。2008年卸任建設部部長職務，同年被選為全国人民代表大会环境与资源保护委员会主任委员。